# Little Tiger of Canton
Little Tiger of Canton (conocida en Hispanoamérica como El maestro con los dedos rotos) es una película de artes marciales de Hong Kong estrenada en 1973, dirigida por Chu Mu y protagonizada por Jackie Chan. Chan tenía 17 años cuando empezó la filmación de la película en 1971, por lo que se le considera como su primer papel protagónico.

## Sinopsis
Hsiao Hu (Jackie Chan) ha estado entrenando secretamente en artes marciales, ya que su padrastro (Tien Feng) se lo ha prohibido. Más tarde, algunos dueños de tiendas locales le piden a Hsiao que los ayude a protegerlos de un codicioso extorsionista chino. Hsiao descubre que el señor del crimen detrás de la extorsión había matado a su padre años atrás y está decidido a vengarse.

## Reparto
- Jackie Chan - Hsiao Hu
- Chan Hung Lit - Chow Bin
- Tien Feng - Padrastro
- Shu Pei-Pei - Hsiao Lan